# Alba Prieto Martínez
Alba Prieto Martínez (Sevilla, 15 de juny de 1999) és una jugadora de bàsquet andalusa.
Base, en categoria júnior debutà a la Lliga Femenina amb el Club Bàsquet Conquero Huelva i posteriorment jugà a l'Ensino Lugo. La temporada 2017-18 jugà a la Lliga NCAA amb el South Floirda Bulls i la temporada següent tornà a les competicions estatals jugan Club Baloncesto Leganes de la Lliga femenina 2. Dos anys després s'incorporà de nou a l'Ensino Lugo amb el qual ha competit a l'Eurocopa femenina i la temporada 2023-24 fitxà per l'iDK Euskotren basc. Amb la selecció espanyola, ha sigut internacional en categories de formació.
També ha competit en la modalitat de bàsquet 3x3. Ha sigut internacionalment amb la selecció espanyola, guanyant una medalla de bronze als Jocs Europeus de 2023.